# Ministri responsabili dei francesi all'estero
Questo articolo mostra l'elenco dei ministri responsabili dei francesi all'estero. Il ministro in questione è un ministro delegato. A partire dal 2014 al ministro sono state affidate altre competenze.
Il ministro delegato responsabile del commercio estero e dei francesi all'estero è Laurent Saint-Martin, dal 23 dicembre 2024.

## Elenco
| Ministro                        | Incarico                                                     | Ministro delegato o segretario di Stato | Incarico | Governo                       | Inizio                        | Fine                          |
| Presidenza di Nicolas Sarkozy   | Presidenza di Nicolas Sarkozy                                | Presidenza di Nicolas Sarkozy           | Presidenza di Nicolas Sarkozy                                                                                     | Presidenza di Nicolas Sarkozy | Presidenza di Nicolas Sarkozy | Presidenza di Nicolas Sarkozy |
| ------------------------------- | ------------------------------------------------------------ | --------------------------------------- | --- | ----------------------------- | ----------------------------- | ----------------------------- |
| Nessuno                         | Nessuno                                                      | Nessuno                                 | Nessuno | Fillon III                    | 14 novembre 2010              | 29 giugno 2011                |
| Alain Juppé                     | Ministro di Stato, ministro degli affari esteri ed europei   | David Douillet                          | Segretario di Stato per i francesi all'estero                                                                     | Fillon III                    | 29 giugno 2011                | 28 settembre 2011             |
| Alain Juppé                     | Ministro di Stato, ministro degli affari esteri ed europei   | Édouard Courtial                        | Segretario di Stato per i francesi all'estero                                                                     | Fillon III                    | 28 settembre 2011             | 10 maggio 2012                |
| Presidenza di François Hollande |                                                              |                                         | |                               |                               |                               |
| Laurent Fabius                  | Ministro degli affari esteri                                 | Yamina Benguigui                        | Ministro delegato per i francesi all'estero e per la francofonia                                                  | Ayrault I                     | 16 maggio 2012                | 18 giugno 2012                |
| Laurent Fabius                  | Ministro degli affari esteri                                 | Hélène Conway-Mouret                    | Ministro delegato per i francesi all'estero                                                                       | Ayrault II                    | 21 giugno 2012                | 31 marzo 2014                 |
| Laurent Fabius                  | Ministro degli affari esteri e dello sviluppo internazionale | Fleur Pellerin                          | Segretario di Stato per il commercio estero, la promozione del turismo e i francesi all'estero                    | Valls I                       | 2 aprile 2014                 | 25 agosto 2014                |
| Laurent Fabius                  | Ministro degli affari esteri e dello sviluppo internazionale | Thomas Thévenoud                        | Segretario di Stato per il commercio estero, la promozione del turismo e i francesi all'estero                    | Valls II                      | 26 agosto 2014                | 4 settembre 2014              |
| Laurent Fabius                  | Ministro degli affari esteri e dello sviluppo internazionale | Matthias Fekl                           | Segretario di Stato per il commercio estero, la promozione del turismo e i francesi all'estero                    | Valls II                      | 4 settembre 2014              | 11 febbraio 2016              |
| Jean-Marc Ayrault               | Ministro degli affari esteri e dello sviluppo internazionale | Matthias Fekl                           | Segretario di Stato per il commercio estero, la promozione del turismo e i francesi all'estero                    | Valls II                      | 11 febbraio 2016              | 6 dicembre 2016               |
| Jean-Marc Ayrault               | Ministro degli affari esteri e dello sviluppo internazionale | Matthias Fekl                           | Segretario di Stato per il commercio estero, la promozione del turismo e i francesi all'estero                    | Cazeneuve                     | 6 dicembre 2016               | 21 marzo 2017                 |
| Jean-Marc Ayrault               | Ministro degli affari esteri e dello sviluppo internazionale | Jean-Marie Le Guen                      | Segretario di Stato per lo sviluppo, la francofonia e i francesi all'estero                                       | Cazeneuve                     | 6 aprile 2017                 | 10 maggio 2017                |
| Presidenza di Emmanuel Macron   |                                                              |                                         | |                               |                               |                               |
| Jean-Yves Le Drian              | Ministro per l'Europa e gli affari esteri                    | Jean-Baptiste Lemoyne                   | Nessun portafoglio specifico: segretario di Stato presso il ministro per l'Europa e gli affari esteri             | Philippe II                   | 21 giugno 2017                | 3 luglio 2020                 |
| Jean-Yves Le Drian              | Ministro per l'Europa e gli affari esteri                    | Jean-Baptiste Lemoyne                   | Segretario di Stato per il turismo, i francesi all'estero e la francofonia                                        | Castex                        | 26 luglio 2020                | 20 maggio 2022                |
| Nessuno                         | Nessuno                                                      | Nessuno                                 | Nessuno | Borne                         | 20 maggio 2022                | 4 luglio 2022                 |
| Catherine Colonna               | Ministro per l'Europa e gli affari esteri                    | Olivier Becht                           | Ministro delegato responsabile del commercio estero, dell'attrattiva e dei francesi all'estero                    | Borne                         | 4 luglio 2022                 | 11 novembre 2024              |
| Stéphane Séjourné               | Ministro per l'Europa e gli affari esteri                    | Franck Riester                          | Ministro delegato responsabile del commercio estero, dell'attrattiva, della francofonia e dei francesi all'estero | Attal                         | 8 febbraio 2024               | in carica                     |